# Jacme Taupiac
Jacme Taupiac (o Jacques Taupiac, en francés) es un lingüista francés, nacido en Gimat en 1939. Especialista en la lengua occitana. Fue responsable de la sección de lingüística del Instituto de Estudios Occitanos, encargado de cursos de lengua y cultura occitanas en la Facultad de Letras del Instituto Católico de Toulouse y profesor de occitano en el Instituto de Montauban.
Trabaja esencialmente el desarrollo de las formas del occitano estándar. Sus publicaciones han permitido clarificar problemas técnicos, en particular la apertura de e/è y de o/ò en las palabras de formación culta y en los préstamos, además de ensayos sobre la constitución del léxico fundamental.
Ha propuesto y puesto en circulación un gran número de reformas puntuales dentro de la norma clásica, algunas de las cuales no han recibido una aprobación oficial ni del IEO ni del Consejo de la Lengua Occitana, lo cual le ha supuesto críticas por parte de otros lingüistas.
En 2001 fue temporalmente vicepresidente del Consejo de la Lengua Occitana pero fue empujado a abandonar sus responsabilidades en ese organismo —del que siguió siendo miembro—, por cuanto preconizaba públicamente formas que contradecían las oficialmente recomendadas por el Consejo, en particular respecto de la -e final de sostén y del guion.
De 1985 a 1996, fue miembro del jurado de los Premios Rey Don Pedro. Además de sus obras lingüísticas, ha colaborado en el Misal occitano (1979), con una traducción aprobada por la Iglesia católica.
En 2014 fue galardonado con el Premio Robèrt Lafont en defensa de la lengua occitana.

## Obra
- La prononciation normalisée du Gascon, 1963
- L'occitan blos, 1964
- Bibliografía occitana, 1967
- Lo "-e" de sostenament en occitan normalizat, 1968
- Los tres cents mots occitans que cal saber per començar a legir, escriure e parlar, 1974
- Lo vocabulari occitan de las arts, 1977
- Pichon diccionari francés-occitan, 1977
- 350 mots occitans (occitan referencial) que cal saber per començar a legir, escriure e parlar, 1979
- Propositions pour un dictionnaire général de la Langue occitane, 1982
- Escapolon del Diccionari general de la lenga occitana, 1982
- Normalisacion gráfica e normalisacion lingüística, 1984
- Sintèsi de las responsas al "Memòri sus las innovacions gráficas, 1985
- L'istòria dins "Per Noste". Metodologia de l'istòria d'Occitània a partir dels estudis d'istòria publicats dins la revista bearnesa, 1985
- Quatre cents mots que cal saber per començar a legir, escriure e parlar, 1987
- Fonetica e fonologia de l'occitan parlat en Bèumont de Lomanha, 1987
- Desconflar la bofiga, 1988
- La grafia de l'Occitan: Cambiar o cambiar pas?
- Mapas lingüísticas occitanas, 1989
- Diccionari de mila mots, 1992
- Gramatica occitana, 2000
- Diccionari de l'occitan parlat en Lomanha (inédito)
- Diccionari de l'Occitan parlat dins le Saués (inédito)